# Alvin Ailey American Dance Theater
L'Alvin Ailey American Dance Theater est une compagnie de danse moderne basée à New York. Elle est fondée en 1958 par le danseur et chorégraphe afro-américain Alvin Ailey, décédé en 1989. La compagnie compte une trentaine de danseurs, sous la direction artistique de Robert Battle depuis 2011 et son directeur artistique associé Masazumi Chaya.

## Historique

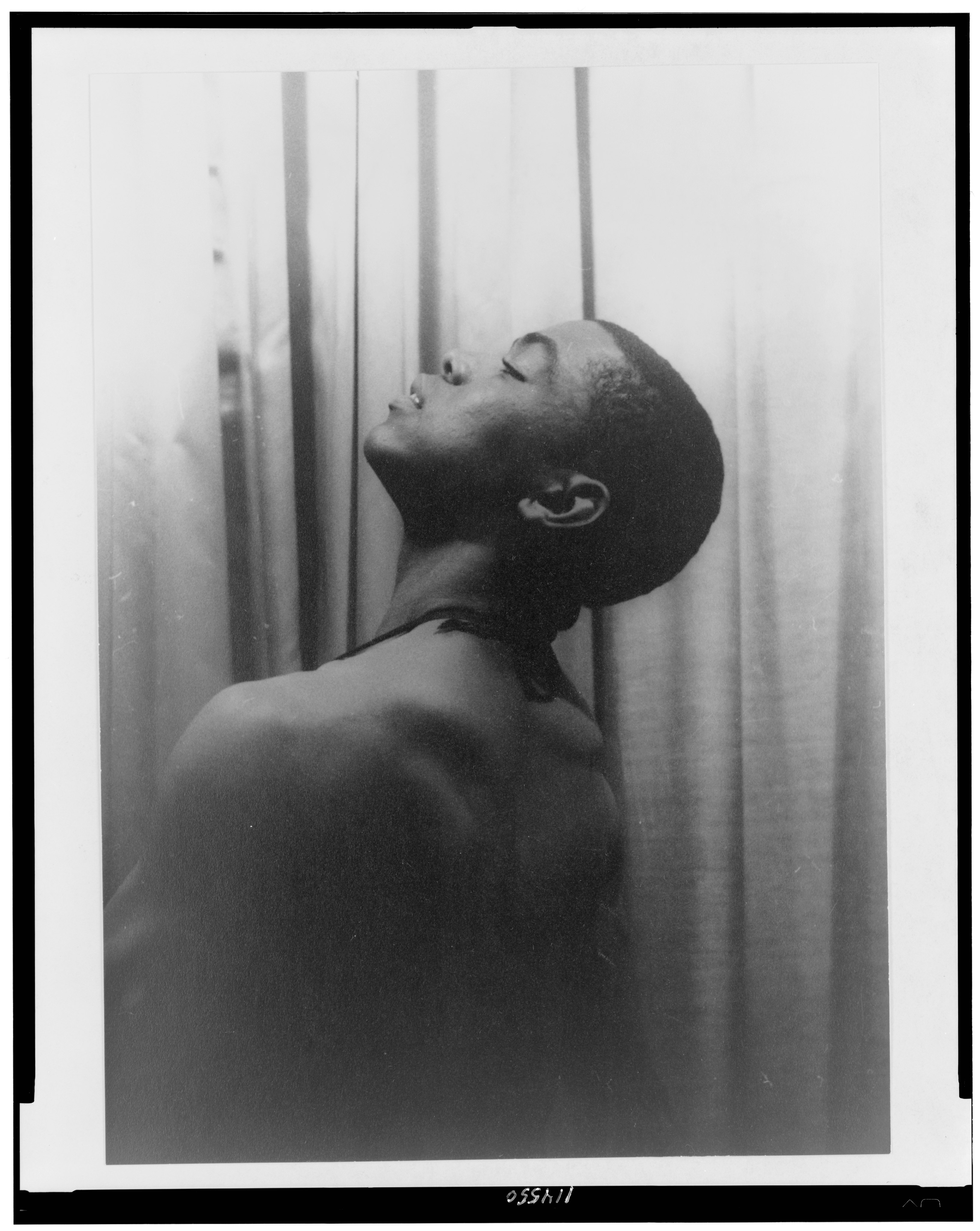
Portrait d'Alvin Ailey en 1955.

La compagnie Alvin Ailey American Dance Theater (AAADT) est créée en mars 1958. Le Monde décrit le fondateur, Alvin Ailey, comme « subtilement militant » : il crée la compagnie à l'époque du combat pour les droits civiques des Afro-Américains, en introduisant dans la danse moderne l'héritage afro-américain.
En 1958, Alvin Ailey et sa troupe de danseurs font leur première performance à la Young Men’s Hebrew Association de New York. Alvin Ailey est à l’époque directeur de la compagnie, chorégraphe et danseur principal. La compagnie compte alors 7 danseurs et un chorégraphe, ainsi que de nombreux chorégraphes invités.
En 1960, la compagnie rejoint le Clarck Center for the Performing Arts en tant que membre résident.
En 1962, la compagnie, qui n’était alors composée que de danseurs afro-américains, devient multi-raciale. La même année, elle est choisie pour prendre part à la tournée "President's Special International Program for Cultural Presentations" du  Président John Fitzgerald Kennedy pour une série de représentations en Asie du Sud, en Asie Orientale et en Australie.
En 1965, Alvin Ailey créée l’école de danse de la compagnie, qui déménage la même année à la Brooklyn Academy of Music. En 1966, l’école et la compagnie sont relocalisées à Manhattan, dans une église rénovée. Malgré des difficultés financières, la compagnie subsiste et donne sa première représentation au New York City Center en 1971, où elle est actuellement résidente.

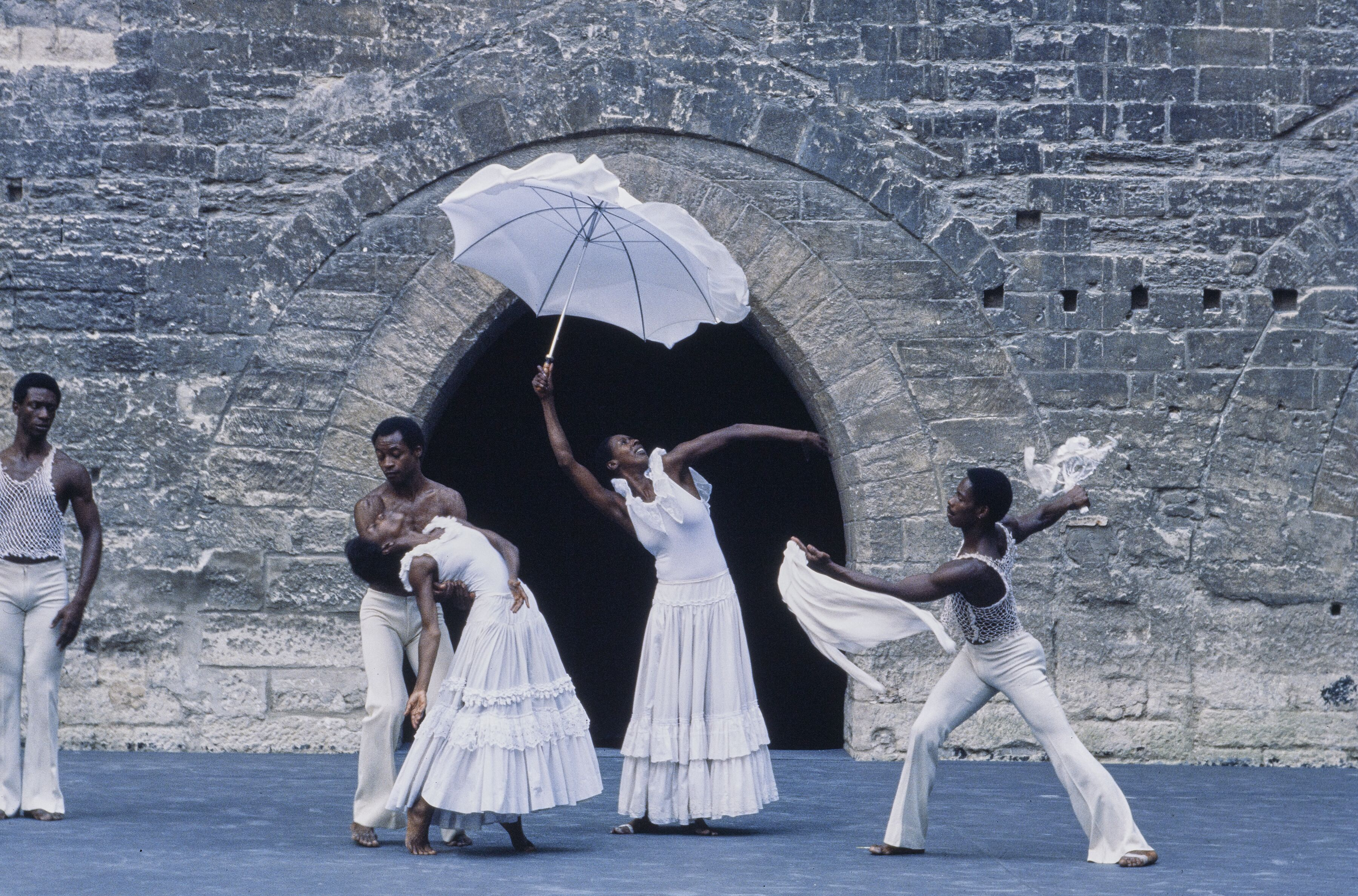
À Avignon en 1974.

En 1972, Masazumi Chaya rejoint l’Alvin Ailey American Dance Theater.
En 1980, l'AAADT, l’Alvin Ailey Repertory Ensemble (actuellement connu sous le nom d'Ailey II) et l’école de danse Ailey School déménagent à Broadway.
À la mort d’Alvin Ailey, le 1er décembre 1989, Judith Jamison lui succède en tant que directrice artistique. L'année suivante, Masazumi Chaya devient directeur artistique associé. Judith Jamison demeure à la direction de la troupe jusqu’en 2011, date à laquelle Robert Battle devient directeur artistique de la compagnie.

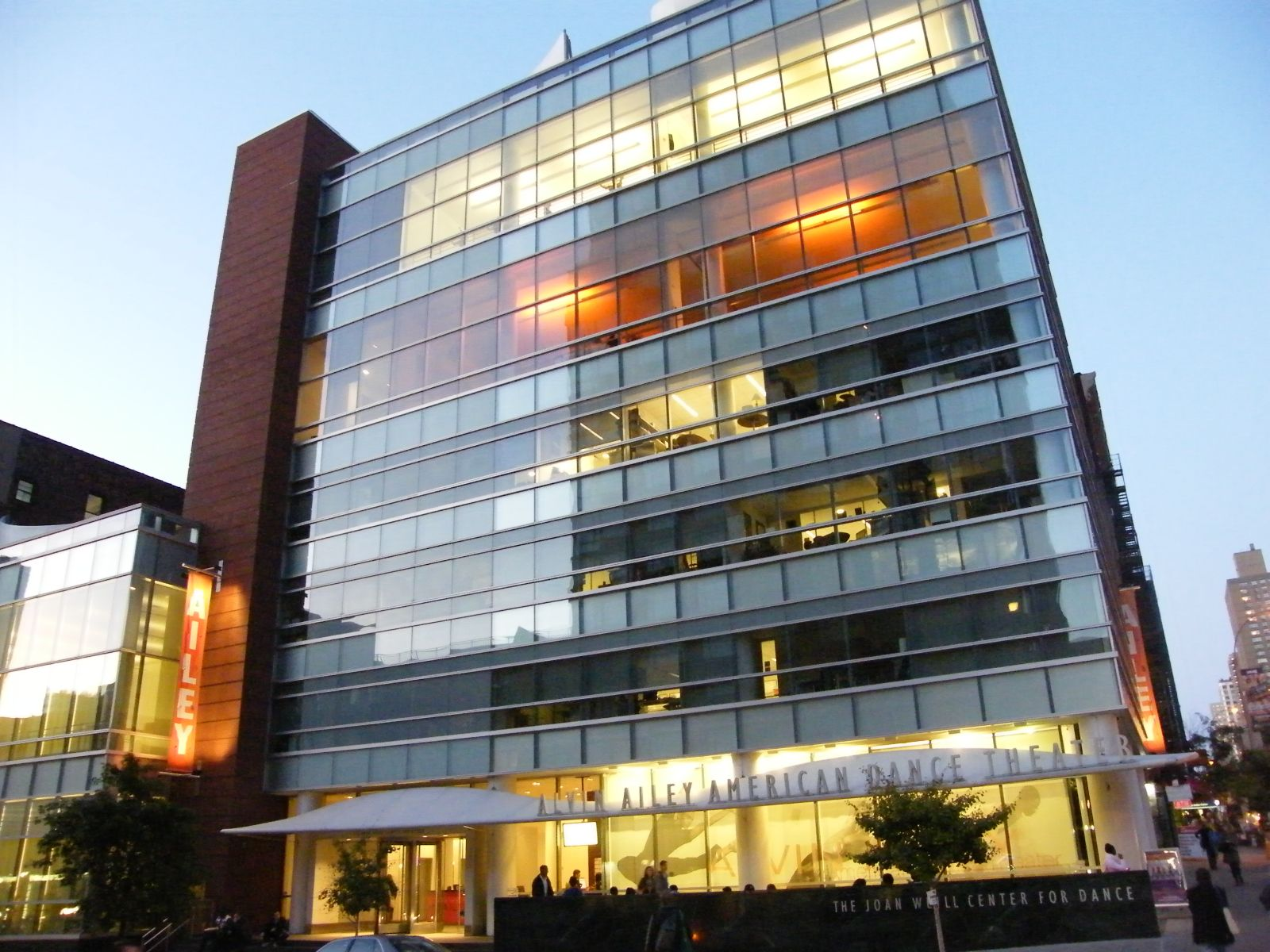
Le Joan Weil Center for Dance, résidence de la compagnie depuis les années 1990.

Basée depuis les années 1990 dans le Joan Weil Center for Dance, situé sur la Neuvième Avenue à l'angle de la 55e rue, les bâtiments accueillent en plus des 30 danseurs permanents et des 12 danseurs de la Ailey II, la troupe junior dirigée par Sylvia Waters, plus de 300 cours par an auxquels participent 13000 étudiants.
En 2008, la compagnie reçoit un Bessie Award à New York pour les 50 ans de sa création, et leur tournée célébration durant la saison.
En 2009, pour clore leur tournée anniversaire, la troupe se rend à Paris pour les « Étés de la danse », elle donne 21 représentations qui attirent un total de près de 50 000 spectateurs.